# Krāslavas novads
Krāslavas novads is een gemeente in Letgallen in het oosten van Letland. Hoofdplaats is Krāslava.
De huidige gemeente ontstond op 1 juli 2021, toen de bestaande gemeente werd uitgebreid met de gemeente Dagdas novads en het grootste deel van de gemeente Alojas novads. Sindsdien komt het grondgebied van de gemeente overeen met dat van het district Krāslava, dat van 1950 tot 2009 had bestaan.
De eerdere gemeente Krāslavas novads was in 2009 voortgekomen uit een herindeling, waarbij de stad Krāslava, het landelijk gebied van Krāslava en de landelijke gemeenten Auleja, Indra, Izvalta, Kalnieši, Kaplava, Kombuļi, Piedruja, Robežnieki, Skaista en Ūdrīši werden samengevoegd.

## Etnische samenstelling
Per 1 januari 2010 was de etnische samenstelling van de gemeente, zoals die tot 2021 bestond, als volgt:
| Etnische groep | Aantal | %       |
| -------------- | ------ | ------- |
| Letten         | 8878   | 44,43 % |
| Russen         | 4376   | 21,90 % |
| Wit-Russen     | 4215   | 21,09 % |
| Polen          | 1672   | 8,37 %  |
| Oekraïners     | 271    | 1,36 %  |
| Anders         | 571    | 2,86 %  |

Nationale steden (valstspilsētas):

Daugavpils  · Jelgava · Jūrmala · Liepāja · Rēzekne · Riga · Ventspils

Gemeenten (novadi):

Ādažu novads
· Aizkraukles novads
· Alūksnes novads
· Augšdaugavas novads
· Balvu novads
· Bauskas novads
· Cēsu novads
· Dienvidkurzemes novads
· Dobeles novads
· Gulbenes novads
· Jelgavas novads
· Jēkabpils novads
· Krāslavas novads
· Kuldīgas novads
· Ķekavas novads
· Limbažu novads
· Līvānu novads
· Ludzas novads
· Madonas novads
· Mārupes novads
· Ogres novads 
· Olaines novads
· Preiļu novads
· Rēzeknes novads 
· Ropažu novads
· Salaspils novads
· Saldus novads
· Saulkrastu novads
· Siguldas novads
· Smiltenes novads
· Talsu novads
· Tukuma novads
· Valkas novads
· Valmieras novads
· Varakļānu novads
· Ventspils novads 